# Saison 1917-1918 des Sénateurs d'Ottawa
Autres saisons
Saison précédente Saison suivante
La saison 1917-1918 de hockey sur glace est la trente-troisième à laquelle participent les Sénateurs d'Ottawa.

## Classement

### 1redemie
|                       | PJ | V  | D | N | Pts | BP | BC |
| --------------------- | -- | -- | - | - | --- | -- | -- |
| Canadiens de Montréal | 14 | 10 | 4 | 0 | 20  | 81 | 47 |
| Arenas de Toronto     | 14 | 8  | 6 | 0 | 16  | 71 | 75 |
| Sénateurs d'Ottawa    | 14 | 5  | 9 | 0 | 10  | 67 | 79 |
| Wanderers de Montréal | 6  | 1  | 5 | 0 | 2   | 17 | 35 |

### 2edemie
|                       | PJ | V | D | N | Pts | BP | BC |
| --------------------- | -- | - | - | - | --- | -- | -- |
| Arenas de Toronto     | 8  | 5 | 3 | 0 | 10  | 37 | 34 |
| Sénateurs d'Ottawa    | 8  | 4 | 4 | 0 | 8   | 35 | 35 |
| Canadiens de Montréal | 8  | 3 | 5 | 0 | 6   | 34 | 37 |

## Meilleurs marqueurs
| Nom           | PJ | B  | A | Pts | Pun |
| ------------- | -- | -- | - | --- | --- |
| Cy Denneny    | 22 | 36 | 0 | 36  | 34  |
| Jack Darragh  | 18 | 14 | 0 | 14  | 3   |
| Eddie Gerard  | 21 | 13 | 0 | 13  | 12  |
| Frank Nighbor | 9  | 11 | 0 | 11  | 3   |
| Buck Boucher  | 22 | 9  | 0 | 9   | 27  |

## Saison régulière

### 1reDemie

#### Décembre
| No | Date        | Visiteur              | Score | Domicile              | Fiche |
| -- | ----------- | --------------------- | ----- | --------------------- | ----- |
| 1  | 17 décembre | Canadiens de Montréal | 7-4   | Sénateurs d'Ottawa    | 0-1-0 |
| 2  | 22 décembre | Sénateurs d'Ottawa    | 4-11  | Arenas de Toronto     | 0-2-0 |
| 3  | 26 décembre | Sénateurs d'Ottawa    | 6-3   | Wanderers de Montréal | 1-2-0 |
| 4  | 29 décembre | Wanderers de Montréal | 2-9   | Sénateurs d'Ottawa    | 2-2-0 |

#### Janvier
| No | Date       | Visiteur              | Score | Domicile              | Fiche |
| -- | ---------- | --------------------- | ----- | --------------------- | ----- |
| 5  | 2 janvier  | Arenas de Toronto     | 6-5   | Sénateurs d'Ottawa    | 2-3-0 |
| 6  | 5 janvier  | Sénateurs d'Ottawa    | 5-6   | Canadiens de Montréal | 2-4-0 |
| 7  | 12 janvier | Sénateurs d'Ottawa    | 4-9   | Canadiens de Montréal | 2-5-0 |
| 8  | 14 janvier | Arenas de Toronto     | 6-9   | Sénateurs d'Ottawa    | 3-5-0 |
| 9  | 16 janvier | Sénateurs d'Ottawa    | 4-5   | Arenas de Toronto     | 3-6-0 |
| 10 | 21 janvier | Canadiens de Montréal | 5-3   | Sénateurs d'Ottawa    | 3-7-0 |
| 11 | 23 janvier | Sénateurs d'Ottawa    | 4-3   | Canadiens de Montréal | 4-7-0 |
| 12 | 26 janvier | Arenas de Toronto     | 3-6   | Sénateurs d'Ottawa    | 5-7-0 |
| 13 | 30 janvier | Canadiens de Montréal | 5-2   | Sénateurs d'Ottawa    | 5-8-0 |

#### Février
| No | Date      | Visiteur           | Score | Domicile          | Fiche |
| -- | --------- | ------------------ | ----- | ----------------- | ----- |
| 14 | 4 février | Sénateurs d'Ottawa | 2-8   | Arenas de Toronto | 5-9-0 |

### 2edemie

#### Février
| No | Date       | Visiteur              | Score | Domicile              | Fiche  |
| -- | ---------- | --------------------- | ----- | --------------------- | ------ |
| 15 | 6 février  | Canadiens de Montréal | 3-6   | Sénateurs d'Ottawa    | 6-9-0  |
| 16 | 11 février | Sénateurs d'Ottawa    | 1-3   | Arenas de Toronto     | 6-10-0 |
| 17 | 13 février | Arenas de Toronto     | 6-1   | Sénateurs d'Ottawa    | 6-11-0 |
| 18 | 16 février | Sénateurs d'Ottawa    | 4-10  | Canadiens de Montréal | 6-12-0 |
| 19 | 23 février | Sénateurs d'Ottawa    | 3-9   | Arenas de Toronto     | 6-13-0 |
| 20 | 25 février | Canadiens de Montréal | 0-8   | Sénateurs d'Ottawa    | 7-13-0 |
| 21 | 27 février | Sénateurs d'Ottawa    | 3-1   | Canadiens de Montréal | 8-13-0 |

### Mars
| No | Date   | Visiteur          | Score | Domicile           | Fiche  |
| -- | ------ | ----------------- | ----- | ------------------ | ------ |
| 22 | 6 mars | Arenas de Toronto | 3-9   | Sénateurs d'Ottawa | 9-13-0 |

## Joueur

### Gardien de but
- Clint Benedict

### Défenseur
- Georges Boucher

- Morley Bruce

- Horace Merrill

- Dave Ritchie

- Hamby Shore

### Attaquants
- Rusty Crawford

- Jack Darragh

- Cy Denneny

- Eddie Gerard

- Harry Hyland

- Ed Lowrey

- Frank Nighbor